# Trnič
Trnič je vrsta trdega sira prepoznavne oblike, ki so ga stoletja izdelovali pastirji na Veliki planini, Mali planini in Gojški planini. 

## Značilnosti
Sir iz skute, s kislega mleka posnete smetane in soli so pastirji nekoč izdelovali v parih, saj s svojo obliko po nekaterih razlagah ponazarjajo ženske prsi. V bistvu naj bi šlo za starodavni simbol plodnosti in ljubezni, saj so pastirji od nekdaj en trnič obdržali zase, drugega, enako okrašenega pa podarili svoji izvoljenki.
Na Veliki planini nad Kamnikom se je ohranilo znanje o izdelovanju trničev in ti danes predstavljajo enega najbolj prepoznavnih spominkov Velike planine.

## Izdelava
Velikoplaninski pastirji so trniče izdelovali že pred stoletji iz posnetega kislega mleka, ki so ga segreli bolj kot običajno, tako da so dobili bolj pusto mlečno sirino, ki so jo odcedili in močno osolili, ji dodali smetano, nato pa pridobljeno maso z rokami oblikovali v kroglice po velikosti in obliki podobne čebuli, ki so bile zgoraj nekoliko bolj koničaste, spodaj pa bolj ploščate. Tako oblikovane sirčke so nato okrasili z raznimi okraski, ki so jih vtisnili v sir. Za okraševanje so uporabljali posebej za ta namen drobno izrezane lesene pečatnike, imenovane pisave. 
Po končanem oblikovanju in okraševanju so sirne hlebčke polagali na polico nad ognjiščem, kjer so se posušili, rahlo odimili in tako konzervirali. Med sušenjem so na ognjišču kurili le bukova drva. Po približno štirinajstih dnevih so bili trniči že dovolj suhi, njihova masa pa je bila za polovico manjša. Čeprav so ga mnoge obdarovanke, ki so prejele trnič od pastirja, skrbno hranile dlje časa, tudi po več let, je bila temeljnega pomena njihova uporabnost v prehranjevanju. S trniči niso obdarovali le deklet in žensk, ampak tudi druge prebivalce. Posušene trniče so pogosto namočili v toplem ali hladnem mleku, da so postali mehkejši in primerni za uživanje.
Trničev ni v prodaji, po tradicionalnem postopku jih izdeluje samo še gospa Rezka Mali.

## Gastronomija
Trniče so uporabljali tudi kot riban sir za začinjanje nekaterih testeninskih in mesnih jedi.